# Laugh? I Nearly Bought One!
Albums de Killing Joke
Wilful Days
(1995)
Laugh? I Nearly Bought One! est la seconde compilation d'enregistrements studio du groupe Killing Joke. Elle offre une vue d'ensemble sur la production musicale du groupe de 1980 à 1990 et son élaboration a été l'occasion de la reformation de Killing Joke. En effet, c'est Youth, ancien bassiste, qui évoque cette idée lors de séances de travail avec Geordie Walker, le guitariste emblématique du groupe.
C'est l'un des seuls albums du groupe à avoir bénéficié du soutien financier substantiel d'une major, en l'occurrence Virgin Records, qui a assumé l'intégralité du coût de production de cette compilation.

## Pochette
La pochette du CD a été utilisée au début des années 1980 par le groupe comme une des affiches destinée à annoncer une série de concerts à Londres et qui leur a valu d’être frappés par la censure : elle représente un ecclésiastique bénissant une haie d’honneur de soldats nazis peu de temps avant le début de la Seconde Guerre mondiale. Il s’agit d’une photo prise en 1934 et montrant l’abbé catholique allemand Albanus Schachleiter au congrès de Nuremberg. Sur la pochette les croix gammées des brassards sont cependant remplacées par les symboles monétaires de la livre sterling et du dollar américain.

## liste des morceaux
Morceaux 1-11 écrits par Coleman/Walker/Glover/Ferguson. Morceaux 12-16 écrits par Coleman/Walker/Raven/Ferguson. Morceau 17 écrit par Coleman/Walker/Atkins.
1. Turn to Red – 4 min 01 s (tiré de Turn to Red)
2. Pssyche (live)" – 4 min 44 s (tiré de Ha!)
3. Requiem – 3 min 43 s (tiré de Killing Joke)
4. Wardance – 3 min 45 s (tiré de Killing Joke)
5. Follow the Leaders" – 4 min 54 s (tiré de What's THIS for...!)
6. Unspeakable – 5 min 18 s (tiré de What's THIS for...!)
7. Butcher – 6 min 10 s (tiré de What's THIS for...!)
8. Exit – 3 min 39 s (tiré de What's THIS for...!)
9. The Hum – 4 min 56 s (tiré de Revelations)
10. Empire Song – 3 min 17 s (tiré de Revelations)
11. Chop-Chop – 4 min 17 s (tiré de Revelations)
12. Sun Goes Down – 4 min 17 s (tiré de Birds of a Feather)
13. Eighties – 3 min 49 s (tiré de Night Time)
14. Darkness Before Dawn – 5 min 18 s (tiré de Night Time)
15. Love Like Blood – 4 min 23 s (tiré de Night Time)
16. Wintergardens (new mix) – 4 min 47 s (version originale Brighter than a Thousand Suns)
17. Age of Greed – 7 min 26 s (tiré de Extremities, Dirt and Various Repressed Emotions)